# テスラ (バンド)
テスラ（Tesla）は、アメリカ合衆国出身のハードロック・バンド。
1980年代のLAメタル（ヘアメタル）ムーブメント期に登場したグループの一つ。全盛期の作品がミリオンセラーに達するなど、大きな成功を収めた。一度解散するが、2000年代に再始動を果たしている。バンド名の由来は、科学者のニコラ・テスラ。

## 来歴
1982年からロックバンド「City Kidd」で活動していたジェフ・キースは、1984年にバンドの再編成を行う。フランク・ハノン、トミー・スキーオ、ブライアン・ウィート、トロイ・ルケッタが新加入し、デビュー直前に「テスラ」と改名。1986年にアルバム『メカニカル・レゾナンス』でデビューする。
2ndアルバム『グレイト・レイディオ・コントラヴァーシー』(1989年）からのシングル「Love Song」は全米10位のヒットとなる。続いて全編アコースティックのライブ・アルバム『ファイヴ・マン・アコースティカル・ジャム』(1990年）を発表し、シングルカットされた「Signs」（ファイブ・マン・エレクトリカル・バンド（英語: Five Man Electrical Band）のカバー曲）が全米8位を記録する大ヒットとなった。このヒットが口火となりアンプラグドがブームとなる。3rdアルバム『サイコティック・サパー』（1991年）まで、アルバムがいずれもミリオンセラーを記録し成功を収めた。
しかし1990年代に入ると、既存のHR/HMスタイルが衰退に向かい、当バンドも影響を免れなかった。
4thアルバム『バスト・ア・ナット』(1994年）をリリース。 1998年の日本再発行の『バスト・ア・ナット』には、レッド・ツェッペリンの『オーシャン』がボーナス・トラックとして収録されている。トミー・スキーオは薬物乱用の闘病のため離脱した。リハビリを終えた後に再び参加するが数ヶ月後に再び離脱した。バンドはしばらくの間、4ピース・バンドとして活動したが、ジェフとスキーオはBAR 7名義のバンドでアルバム『The World Is a Freak』を2000年6月にリリースした。公式サイトのタイムラインでは、解散ではなく、2000年までの6年間を休止(HIATUS)としている。
2000年、デビューしたオリジナルの面々のまま再結成を果たす。10月15日のアルコアリーナ(サクラメント)でのライブ・イベントはソールドアウトとなった。
2002年、2001年に行ったReplugged Reunion Tour を収録した2枚組の『リ・プラグド・ライヴ』をリリースした。
2004年には、10年ぶりの5thアルバム『イントゥ・ザ・ナウ』をリリース。2006年、バンドはトミー・スキーオ以外のメンバーでエレクトリック・サマー・ジャム・ツアーを行った。トミー・スキーオは薬物乱用の理由で脱退し、デイヴ・ルードと交代した。
2007年、自身のレーベル「Tesla Electric Company Recordings」を設立し、翌2008年に6thアルバム『フォーエヴァー・モア』をリリース。その後もメンバーチェンジすることなく、2011年7月12日、初のアコースティック・スタジオ・アルバムTWISTED WIRES & THE ACOUSTIC SESSIONSをリリース、8thアルバム『シンプリシティ』(2014年6月10日）をリリース。
2016年、彼らのロックンロールの30周年を記念して、デフ・レパードとREOスピードワゴンとの大規模な北米サマー・アリーナ・ツアーを開始した。さらに、デビュー作を再現したライブ・アルバム『メカニカル・レゾナンス・ライヴ!』をリリースした。

## メンバー
※2023年6月時点

### 現ラインナップ
- ジェフ・キース (Jeff Keith) - ボーカル (1984年–1996年、2000年– )
- フランク・ハノン (Frank Hannon) - ギター (1981年–1996年、2000年– )
- デイヴ・ルード (Dave Rude) - ギター (2006年– )
- ブライアン・ウィート (Brian Wheat) - ベース (1981年–1996年、2000年– )
- スティーヴ・ブラウン (Steve Brown) - ドラムス (サポート2008年–2009年、正規2021年– )

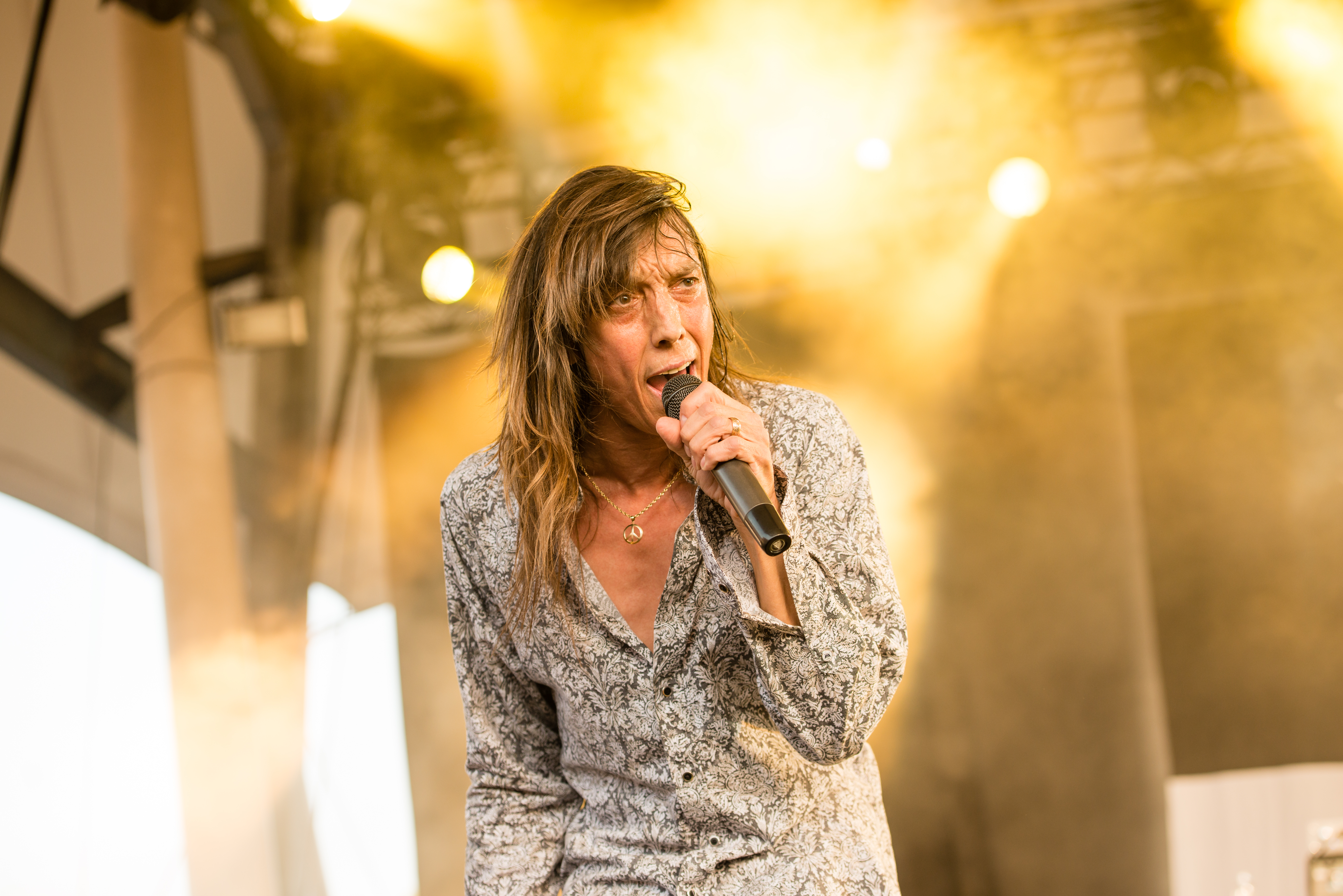
ジェフ・キース(Vo) 2014年
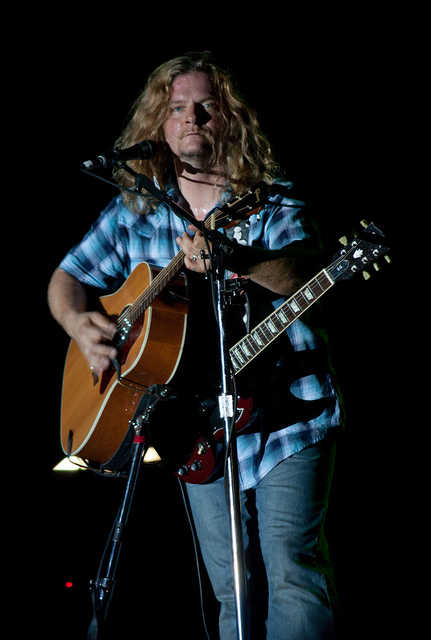
フランク・ハノン(G) 2010年
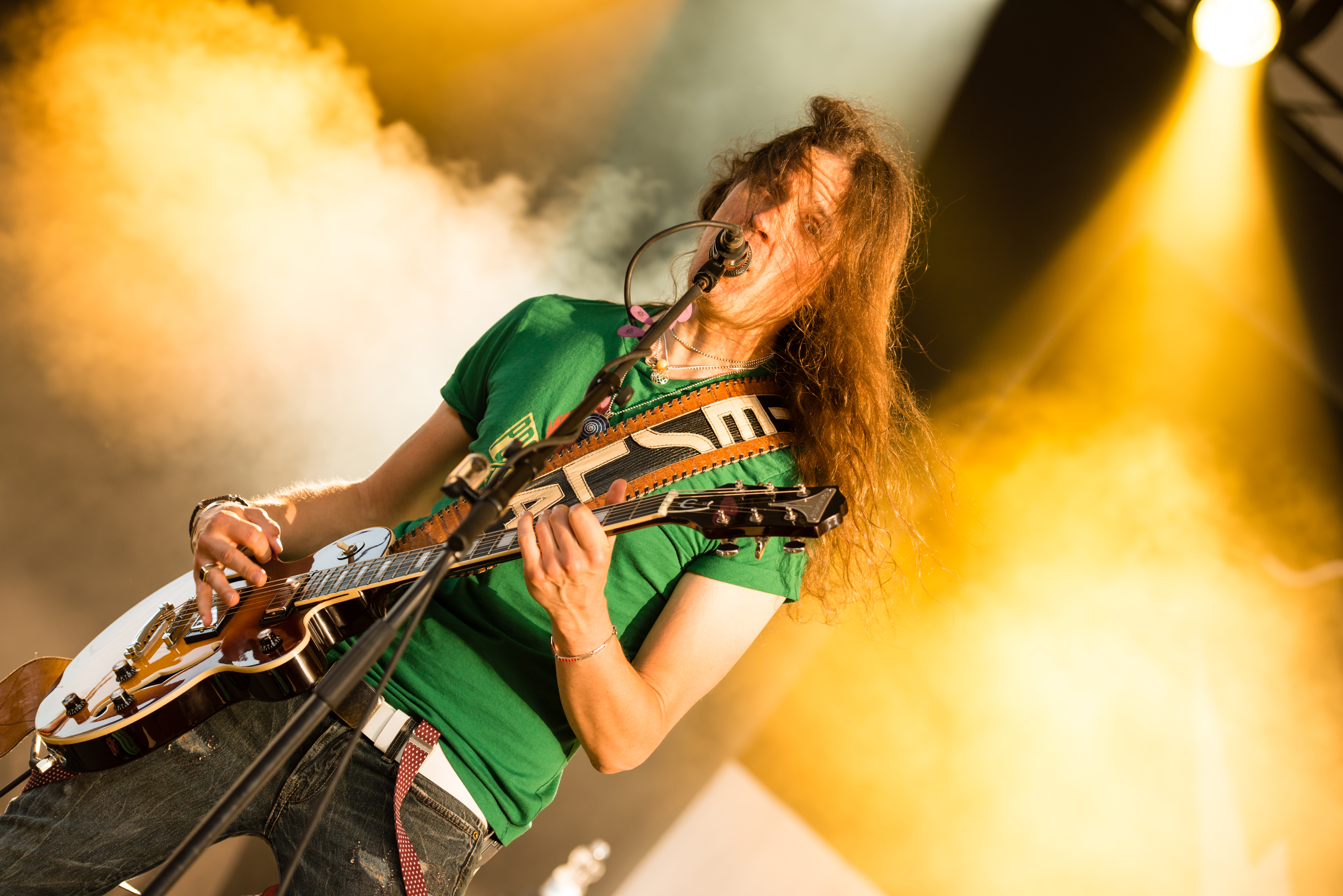
デイヴ・ルード(G) 2014年
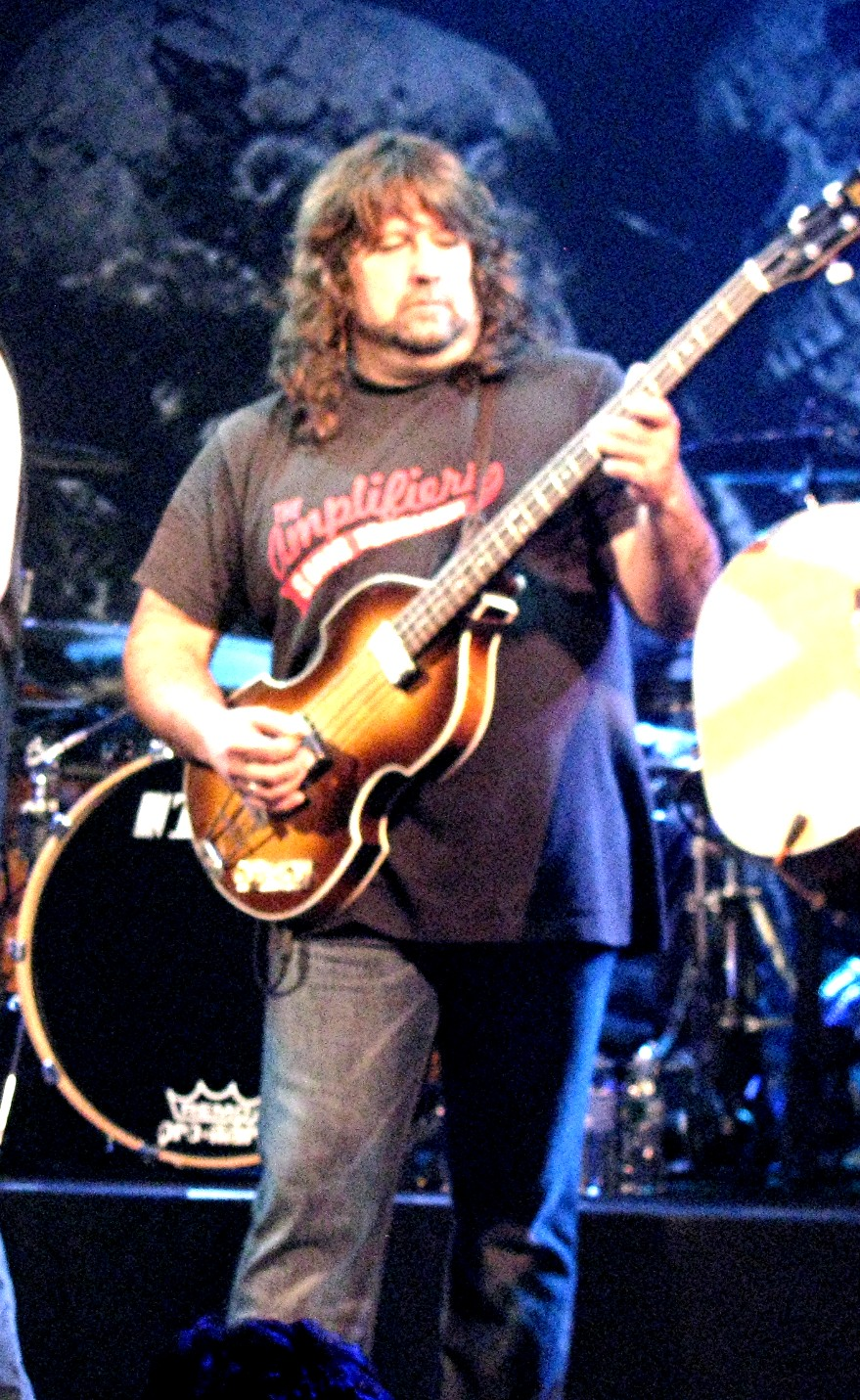
ブライアン・ウィート(B) 2009年

### 旧メンバー
- トミー・スキーオ (Tommy Skeoch) - ギター (1984年–1994年、1995年、2000年–2006年)
- トロイ・ルケッタ (Troy Luccketta) - ドラムス (1984年–1996年、2000年–2021年)

## ディスコグラフィ

### スタジオ・アルバム
- 『メカニカル・レゾナンス』 - Mechanical Resonance (1986年)
- 『グレイト・レイディオ・コントラヴァーシー』 - The Great Radio Controversy (1989年)
- 『サイコティック・サパー』 - Psychotic Supper (1991年)
- 『バスト・ア・ナット』 - Bust a Nut (1994年)
- 『イントゥ・ザ・ナウ』 - Into the Now (2004年)
- 『フォーエヴァー・モア』 - Forever More (2008年)
- 『シンプリシティ』 - Simplicity (2014年)
- Shock (2019年)

### アコースティック・スタジオ・アルバム
- Twisted Wires & the Acoustic Sessions (2011年)

### ライブ・アルバム
- 『ファイヴ・マン・アコースティカル・ジャム』 - Five Man Acoustical Jam (1990年)
- 『リ・プラグド・ライヴ』 - Replugged Live (2001年)
- Standing Room Only (2002年)
- 『アライヴ・イン・ヨーロッパ』 - Alive In Europe (2010年)
- 『メカニカル・レゾナンス・ライヴ!』 - Mechanical Resonance Live (2016年)
- FIVE MAN LONDON JAM (2020年)

### コンピレーション・アルバム
- 『タイムズ・メイキン・チェンジズ～ザ・ベスト・オブ・テスラ』 - Times Makin' Changes - The Best of Tesla (1995年)
- 20th Century Masters - The Millennium Collection: The Best of Tesla (2001年)
- Gold (2008年)

### カバー・アルバム
- Real to Reel (2007年)
- Real to Reel, Vol. 2 (2007年)

### オムニバス・アルバム
- 『レノン＆マッカートニー・ソングブック　ヘルプ！』 JAN 4988005471376 (2007/05/30)

### EP
- A Peace of Time (2007年)